# Maison de Vićentije Nedeljković à Golubac
La maison de Vićentije Nedeljković à Golubac (en serbe cyrillique : Кућа Вићентија Недељковића у Голупцу ; en serbe latin : Kuća Vićentija Nedeljkovića u Golupcu) se trouve à Golubac, dans le district de Braničevo, en Serbie. Elle est inscrite sur la liste des monuments culturels protégés de la république de Serbie (identifiant no SK 617).

## Présentation
La maison est située dans la rue principale de Golubac qui, autrefois, portait le nom du héros national Veljko Dugošević et qui, aujourd'hui, a été rebaptisée rue Cara Lazara. Elle a été construite en 1893 pour le riche marchand Vićentije Nedeljković dans le style académique.
De plan rectangulaire, elle mesure 21,74 m sur 13,16. Elle est constituée d'un sous-sol, d'un haut rez-de-chaussée et d'un grenier. Les murs sont en briques et le toit à deux pans est recouvert de tuiles.
La façade principale, qui donne sur la rue, est traitée de manière symétrique ; à l'ouest du bâtiment, un passage pour les véhicules, fermé par une porte en bois, conduit à la cour. Depuis la cour, un escalier à double volée permet d'accéder à la partie résidentielle, tandis que, sous le palier, se trouve l'entrée de la cave. La façade sur rue est caractérisée par sa riche décoration plastique de style néo-baroque. Autour des fenêtres se trouvent des balustres, des chapiteaux, des consoles, des tympans et des lunettes décorées de masques et de motifs géométriques, floraux et zoomorphes. Horizontalement, cette façade est rythmée par une haute plinthe et par une corniche soutenue par de petites consoles ; au sommet, la façade est dominée par un attique central sur lequel est inscrite l'année de la construction de l'édifice.
Dans la même rue se trouve la maison d'Aleksa Popović, construite en 1890-1891, qui a vraisemblablement servi de modèle pour la maison de Vićentije Nedeljković.